# Helmut Bätz
Helmut Bätz (* 14. März 1923) ist ein ehemaliger deutscher Fußballspieler. Er bestritt 1950 und 1951 für Gera mehrere Spiele in der höchsten ostdeutschen Fußballliga.

## Sportliche Laufbahn
Als 1949 vom ostdeutschen Sportausschusses als höchste Fußball-Spielklasse die so genannte Ostzonen-Liga, die spätere DDR-Oberliga, ins Leben gerufen wurde, gehörte zu den 14 Gründungsmitgliedern auch die Betriebssportgemeinschaft (BSG) Gera Süd. Zum Geraer Spielerkreis zählte in der ersten Liga-Saison 1949/50 auch der 26-jährige Helmut Bätz. In der 26 Begegnungen umfassenden Spielzeit kam der aus Zwötzen stammende Angriffsspieler erst am 19. Spieltag zu seinem ersten Einsatz. Im Spiel Meeraner SV – Gera Süd (4:1) wurde er als halblinker Stürmer aufgeboten. Bis zum Saisonende folgten vier weitere Einsätze als Angreifer, bei denen er zweimal als Torschütze erfolgreich war. 1950/51 ging die Geraer BSG als Motor Gera in der nun als DS-Oberliga benannten höchsten Spielklasse an den Start. Auch Helmut Bätz gehörte wieder zum Aufgebot, kam aber nur noch am 20. und 35. (insgesamt 36 Spieltage) zum Einsatz, als Mittelfeldspieler bzw. Stürmer. Danach beendete Helmut Bätz seine Laufbahn als Aktiver im höherklassigen Fußball. Später war er als Fußballtrainer bei der TSG Gera Zwötzen tätig. 1972 verhalf er der TSG zum Aufstieg in die drittklassige Bezirksliga.